# Sophronica microphthalma
Sophronica microphthalma là một loài bọ cánh cứng trong họ Cerambycidae.